# Вальдрагоне
Вальдрагоне (італ. Valdragone) — село (італ. curazia) у центральній частині Сан-Марино. Територіально належить до муніципалітету Борго-Маджоре.
Село розділене на дві частини: Вальдрагоне ді Сопра (італ. Valdragone di Sopra) — Верхнє Вальдрагоне, та Вальдрагоне ді Сотто (італ. Valdragone di Sotto) — Нижнє Вальдрагоне. Розташоване на сході Борго-Маджоре, поблизу Кайлунго та Доманьяно.
Назва села з'являється вперше в історичних документах, датованих 1253 роком.
У селі знаходиться церква Святої Марії (Chiesa di Santa Maria), храм Непорочного Серця Марії (Santuario del Cuore Immacolato di Maria) та монастир Сент-Клер (Monastero di Santa Chiara).